# Bullockia setiflora
Bullockia setiflora är en måreväxtart som först beskrevs av William Philip Hiern, och fick sitt nu gällande namn av Razafim., Lantz och Birgitta Bremer. Bullockia setiflora ingår i släktet Bullockia och familjen måreväxter. Inga underarter finns listade i Catalogue of Life.